# Жовтневий район (Київ)
Жовтне́вий райо́н — колишній адміністративно-територіальний район міста Києва. Був розміщений у західній і південно-західній частині міста.
На півночі район по проспекту Перемоги межував із Радянським районом, на заході — з Ленінградським, на сході та півдні — із Залізничним.
Найбільші площі та вулиці: проспекти Відрадний, Космонавта Комарова, Перемоги; вулиці Борщагівська, Миколи Василенка, Індустріальна

## Історія
Район був утворений під назвою Шулявський у 1920 році під час заснування перших у радянському Києві адміністративних районів, на основі одного з найбільших робітничих районів — Шулявки. У 1923—1927 роках мав назву Раковський район (або район імені Раковського), на честь першого голови Раднаркому УРСР Х. Г. Раковського. Поступово до складу району також увійшли Караваєві дачі, Борщагівка, хутори Ґалаґани, Грушки́, Нивки, Відрадний, селище Святошин.
У післявоєнні роки межі району значно змінилися. У 1947 році з нього був виділений Києво-Святошинський район. У 1967—1968 роках частину території району (Ґалаґани, Нивки, частково Шулявку та інші мікрорайони) було включено до складу Радянського району. 1973 року було утворено новий Ленінградський район, до складу якого відійшли Борщагівка та Святошин.
У 2001 році у ході адміністративно-територіальної реформи в Києві територія району разом з більшою частиною Залізничного району увійшла до новоутвореного Солом'янського району.